# Medskogstjärnen (Lima socken, Dalarna)
Medskogstjärnen är en sjö i Malung-Sälens kommun i Dalarna och ingår i Göta älvs huvudavrinningsområde. Sjön har en area på 0,0612 kvadratkilometer och ligger 463,4 meter över havet.

## Delavrinningsområde
Medskogstjärnen ingår i det delavrinningsområde (678172-134083) som SMHI kallar för Mynnar i Gröna. Medelhöjden är 491 meter över havet och ytan är 21,9 kvadratkilometer. Räknas de 2 avrinningsområdena uppströms in blir den ackumulerade arean 58,93 kvadratkilometer. Sittån som avvattnar avrinningsområdet har biflödesordning 3, vilket innebär att vattnet flödar genom totalt 3 vattendrag innan det når havet efter 534 kilometer. Avrinningsområdet består mestadels av skog (67 procent) och sankmarker (16 procent). Avrinningsområdet har 0,21 kvadratkilometer vattenytor vilket ger det en sjöprocent på 0,9 procent. Bebyggelsen i området täcker en yta av 0,89 kvadratkilometer eller 4 procent av avrinningsområdet.